# Jacopo Piccinino
Jacopo (o Giacomo) Piccinino (Perugia, 1423 – Napoli, 14 luglio 1465) è stato un condottiero e capitano di ventura italiano.
Fu signore di Assisi, Atessa, Borgo Val di Taro, Borgonovo Val Tidone, Bucchianico, Candia Lomellina, Caramanico Terme, Castell'Arquato, Chieti, Città Sant'Angelo, Compiano, Fidenza, Fiorenzuola d'Arda, Francavilla al Mare, Frugarolo, Guardiagrele, Introdacqua, Pandino, Pellegrino Parmense, Penne, Solignano, Somaglia, Sterpeto, Sulmona e Varzi.

## Biografia
Fu un capitano di ventura. Era il figlio di Niccolò Piccinino e di una nipote del condottiero Braccio da Montone, e fratellastro minore di Francesco. Durante la guerra tra Ferrante d'Aragona e Giovanni II d'Angiò-Valois conquistò Trani per conto di quest'ultimo offrendo una cospicua somma di denaro al governatore neutro, che però fu presto riconquistata da Giorgio Castriota Scanderbeg. Fu invitato nel Maschio Angioino dal re del Regno di Napoli Ferrante d'Aragona per assumere il comando delle truppe napoletane; qui, dopo alcuni giorni di festeggiamenti, in un momento d'assenza della sua scorta fu fatto arrestare a tradimento ed immediatamente strangolare dal sovrano, che ne temeva la potenza militare.

## Ascendenza
|                       |                   |                     | Genitori           |  |  | Nonni |  |  | Bisnonni |  |  | Trisnonni |  |
|                       |                   |                     |                    |  |  |       |  |  |          |  |  |           |  |
|                       |                   |                     |                    |  |  |       |  |  |          |  |  |           |  |
|                       |                   |                     |                    |  |  |       |  |  |          |  |  |           |  |
| Francesco da Perugia  |                   |                     |                    |  |  |       |  |  |          |  |  |           |  |
|                       |                   |                     |                    |  |  |       |  |  |          |  |  |           |  |
|                       |                   |                     |                    |  |  |       |  |  |          |  |  |           |  |
|                       |                   |                     |                    |  |  |       |  |  |          |  |  |           |  |
| Niccolò Piccinino     |                   |                     |                    |  |  |       |  |  |          |  |  |           |  |
|                       |                   |                     |                    |  |  |       |  |  |          |  |  |           |  |
|                       |                   |                     |                    |  |  |       |  |  |          |  |  |           |  |
|                       |                   |                     |                    |  |  |       |  |  |          |  |  |           |  |
| Nina da Callisciana   |                   |                     |                    |  |  |       |  |  |          |  |  |           |  |
|                       |                   |                     |                    |  |  |       |  |  |          |  |  |           |  |
|                       |                   |                     |                    |  |  |       |  |  |          |  |  |           |  |
|                       |                   |                     |                    |  |  |       |  |  |          |  |  |           |  |
| Jacopo Piccinino      |                   |                     |                    |  |  |       |  |  |          |  |  |           |  |
|                       | Oddo Fortebraccio | Guido Fortebraccio  |                    |  |  |       |  |  |          |  |  |           |  |
|                       | Oddo Fortebraccio | Guido Fortebraccio  |                    |  |  |       |  |  |          |  |  |           |  |
|                       | Oddo Fortebraccio | ?                   |                    |  |  |       |  |  |          |  |  |           |  |
| Giovanni Fortebraccio | Oddo Fortebraccio |                     |                    |  |  |       |  |  |          |  |  |           |  |
|                       |                   | Giacoma Montemelini | Tiveri Montemelini |  |  |       |  |  |          |  |  |           |  |
|                       |                   | Giacoma Montemelini | Tiveri Montemelini |  |  |       |  |  |          |  |  |           |  |
|                       |                   | Giacoma Montemelini | ?                  |  |  |       |  |  |          |  |  |           |  |
| ? Fortebraccio        |                   | Giacoma Montemelini |                    |  |  |       |  |  |          |  |  |           |  |
|                       |                   |                     |                    |  |  |       |  |  |          |  |  |           |  |
|                       |                   |                     |                    |  |  |       |  |  |          |  |  |           |  |
|                       |                   |                     |                    |  |  |       |  |  |          |  |  |           |  |
| ?                     |                   |                     |                    |  |  |       |  |  |          |  |  |           |  |
|                       |                   |                     |                    |  |  |       |  |  |          |  |  |           |  |
|                       |                   |                     |                    |  |  |       |  |  |          |  |  |           |  |
|                       |                   |                     |                    |  |  |       |  |  |          |  |  |           |  |
|                       |                   |                     |                    |  |  |       |  |  |          |  |  |           |  |

## Discendenza
Jacopo Piccinino si sposò due volte. La prima volta con una dama di nome Rosata, da cui ebbe una figlia e quattro figli: Gabriella, Niccolò (1449-1464), Francesco, Giangiacomo († 1498) e Angelo († 1500 circa). La seconda volta il 12 agosto 1464 con Drusiana Sforza, figlia illegittima del duca di Milano Francesco Sforza, da cui ebbe un unico figlio, Giacomo Niccolò Galeazzo, nato a Sulmona il 27 luglio 1465 e morto dopo soli sei mesi. Jacopo adottò inoltre uno dei figli di Everso dell'Anguillara, Deifobo dell'Anguillara, ragion per cui quest'ultimo talvolta viene denominato Deifobo Piccinino.
Secondo alcune voci dell'epoca, Jacopo sarebbe stato il padre naturale di Luigi Terzago, segretario di Ludovico il Moro.